# Johann Flegel
Johann Flegel (* 3. Juni 1898 in Hannover; † 13. März 1961 in Großenheidorn) war ein deutscher Politiker (SRP) und kurzzeitig Abgeordneter des Niedersächsischen Landtages.

## Leben
Flegel besuchte von 1904 bis 1912 die Bürgerschule Hannover. Am 7. April 1922 machte er seinen Abschluss als Oberschlossermeister. Zum 1. Mai 1933 trat er in die NSDAP ein (Mitgliedsnummer 2.954.854). Von 1934 bis 1945 war er Mitglied in der DAF, worin er das Amt eines stellvertretenden Obmanns innehatte. Von 1935 bis 1945 war er im NS-Reichskriegerbund. Von 1934 bis 1940 gehörte er zu den Deutschen Christen an. Von 1933 bis 1945 war er Mitglied im Reichskolonialbund sowie im Reichsluftschutzbund. Außerdem war er Mitglied des DRK.
Durch Verfügung der Militärregierung vom 14. Februar 1948 wurde Flegel in Kategorie III entnazifiziert, womit der Ausschluss von allen leitenden oder aufsichtsführenden öffentlichen und privaten Stellungen oder Tätigkeiten, in denen ihm Angestellte unterstehen, verbunden war.
Flegel schloss sich der SRP an. In der 2. Wahlperiode war er kurzfristig vom 10. September bis 23. Oktober 1952 als Angehöriger der Fraktion der Abgg. Dr. Schrieber und Genossen Mitglied des Niedersächsischen Landtags und dort vom 1. bis 23. Oktober 1952 Mitglied im Ausschuss für Sozialangelegenheiten. Er rückte für den Abgeordneten Wolf Graf von Westarp nach, der sein Mandat niedergelegt hatte. Die SRP löste sich kurz danach in Erwartung eines Verbots durch das Bundesverfassungsgericht (BVerfG) am 12. September 1952 selbst auf. Im Rahmen des SRP-Verbots verlor Flegel sein Mandat gemäß Urteil des BVerfG vom 23. Oktober 1952.